# Acarigua
Acarigua ist eine Stadt in Venezuela und liegt im Bundesstaat Portuguesa.
Sie ist Hauptstadt des Bezirkes Páez. Acarigua wurde am 29. September 1620 gegründet, es gab jedoch bereits davor dort eine indigene Siedlung desselben Namens. Sie erstreckt sich über eine Fläche von 110 km². Die Einwohnerzahl beträgt nach Schätzungen von 2006 etwa 250.000, mit der Agglomeration etwa 390.000.

## Bedeutung
Die Stadt ist bekannt als agrarindustrielles Zentrum Venezuelas und besitzt eines der größeren Industriegebiete des Landes. In der Stadt gibt es elf Hochschulen.

## Söhne und Töchter der Stadt
- Luís Herrera Campíns (1945–2007), von 1979 bis 1984 Präsident Venezuelas
- Jesús Valenzuela (* 1983), Fußballschiedsrichter
- Rosa Rodríguez (* 1986), Hammerwerferin